# Захід штату Парана (мезорегіон)
Захід штату Парана (порт. Mesorregião do Oeste Paranaense) — адміністративно-статистичний мезорегіон в Бразилії, входить в штат Парана. Населення становить 1228 тис. чоловік на 2006 рік. Зйамає площу 22 851,003 км². Густота населення — 53,8 чол./км².

## Склад мезорегіону
В мезорегіон входять наступні мікрорегіони:
1. Каскавел
2. Фос-ду-Ігуасу
3. Толеду

| Бразилія | Це незавершена стаття з географії Бразилії. Ви можете допомогти проєкту, виправивши або дописавши її. |